# جو وولف
جو وولف (بالإنجليزية: Joe Wolf)‏ مواليد 17 ديسمبر 1964 في كولر، هو لاعب كرة سلة أمريكي معتزل أصبح مدرباً مساعدا. بدأ مسيرته الاحترافية في سنة 1988. تم اختياره من قبل فريق لوس أنجلوس كليبرز خلال الدرافت. وهو مدرب مساعد لفريق بروكلين نتس في الرابطة الوطنية لكرة السلة. يبلغ طوله 6 قدم 11 بوصة (2.1 م). لعب كرة السلة الجامعية في جامعة ولاية كارولينا الشمالية في تشابل هيل. اعتزل اللعب في 1999. أحرز خلال مسيرته في الإن بي إيه 2485 نقطة بمعدل 4.2 نقاط في المباراة الواحدة.

## المسيرة الاحترافية
لعب مع لوس أنجلوس كليبرز من سنة 1987 إلى 1990، ثم لعب مع دنفر ناغتس من سنة 1990 إلى 1992، ثم لعب مع بوسطن سيلتكس في سنة 1992، ثم لعب مع بورتلاند ترايل بلايزرز في موسم 1992–1993، ثم لعب مع ليون في الدوري الإسباني في موسم 1993–1994، ثم لعب مع شارلوت هورنتس من سنة 1994 إلى 1996، ثم لعب مع أورلاندو ماجيك في موسم 1995–1996، ثم لعب مع ميلووكي باكز في موسم 1996–1997، ثم لعب مع دنفر ناغتس في موسم 1997–1998، ثم لعب مع شارلوت هورنتس في سنة 1999.

## روابط خارجية
- جو وولف على موقع إن بي أي (الإنجليزية)
- جو وولف على موقع سبورتس رفرنس (الإنجليزية)
- جو وولف على موقع الدوري الإسباني لكرة السلة (الإسبانية)
- جو وولف على موقع كرة السلة الأوروبية.كوم (الإنجليزية)
- جو وولف على موقع كلية كرة السلة في سبورتس رفرنس.كوم (الإنجليزية)
- جو وولف على موقع ريلجم (الإنجليزية)
- جو وولف على موقع بروبوليرز (الإنجليزية)
- جو وولف على موقع سبورتس رفرنس (الإنجليزية)
- جو وولف على موقع سبورتس رفرنس (الإنجليزية)